# Смут, Джордж
Джордж Фицджеральд Смут третий (англ. George Fitzgerald Smoot III; род. 20 февраля 1945, Юкон, Флорида, США) — американский астрофизик и космолог, лауреат Нобелевской премии по физике в 2006 г. (совместно с Джоном Мазером) «за открытие анизотропии и чёрнотельной структуры энергетического спектра космического фонового излучения».
Является профессором физики в Калифорнийском университете в Беркли. Его работы по реликтовому излучению подтвердили теорию большого взрыва.

## Биография

### Учёба и первые исследования
До прихода в МТИ Смут изучал математику, но затем, в 1966 году, получил двойную степень бакалавра по физике и математике. В 1970 году стал доктором в области физики элементарных частиц. Затем он переключился на космологию и перешёл в национальную лабораторию Лоуренса в Беркли, где сотрудничал с Луисом Альваресом в эксперименте HAPPE, в котором при помощи стратосферного воздушного шара предпринималась попытка обнаружения антиматерии в верхних слоях атмосферы Земли, наличие которой предсказывала теперь отвергнутая стационарная модель Вселенной.
Затем Смут занялся изучением реликтового излучения, открытого Арно Пензиасом и Робертом Вильсоном. В то время вопрос о структуре вселенной оставался нерешённым. Определённые модели предсказывали, что вселенная должна вращаться, что должно было бы выражаться в зависимости температуры реликтового излучения от направления наблюдения. С помощью Альвареса и Ричарда Мюллера, Смут разработал дифференциальный радиометр, который мог измерять разность температур реликтового излучения в между двумя направлениями, разнесёнными на 60 градусов. Этот инструмент, закреплённый на самолёте Локхид U-2, помог установить, что полная скорость вращения вселенной равнялась нулю (в пределах точности измерения прибора). Прибор также зарегистрировал изменение температуры реликтового излучения в виде диполя, что было интерпретировано как следствие доплеровского эффекта из-за движения Земли по отношению к поверхности, излучающей реликтовое излучение, называемой также поверхностью последнего рассеяния. Такой доплеровский эффект возникает по причине того, что Солнце (как и весь Млечный Путь) не покоится, а движется со скоростью примерно 600 км/с по отношению к поверхности последнего рассеяния. Это движение вызвано скорее всего гравитационным притяжением между нашей галактикой и некоторым скопленим масс — Великим аттрактором.

## Интересные факты
- Снялся в роли самого себя в 17-м эпизоде 2-го сезона сериала Теория Большого взрыва.
- Джордж Фицжеральд Смут с 2010 года является профессором Московского Государственного Университета, где он с ноября 2011 года возглавляет Лабораторию экстремальной Вселенной[3].
- Джордж Фицжеральд Смут — почетный доктор Казахского национального университета им. аль-Фараби (2013)[4].
- Хотя Смут учился в МИТ, он не был тем Смутом, которым измерили длину Гарвардского моста между Кембриджем и Бостоном в единицах длины его тела (смутах). То был его двоюродный брат Оливер Смут.

## Общественная деятельность
В 2016 году подписал открытое письмо нобелевских лауреатов с призывом к Greenpeace, Организации Объединенных Наций и правительствам всего мира прекратить борьбу с генетически модифицированными организмами (ГМО) .